# Éditions Benoît Jacob
Ne doit pas être confondu avec Éditions Odile Jacob.
Benoît Jacob sont une maison d'édition fondée en 1998 par Jean Mascolo. Elle s'est par la suite diversifiée dans la distribution des films de Marguerite Duras. C'est un groupement d'intérêt économique.

## Politique éditoriale
D'un point de vue littéraire, la maison exprime son souhait de « publier des ouvrages de qualité, pour certains de réputation difficiles, à des prix abordables, tout en préservant une dimension artisanale au projet ». Quant à la réédition et la distribution des films et archives sonores de Marguerite Duras elles ont l'ambition de « permettre de servir au mieux la diffusion de ce patrimoine et favoriser auprès du public une plus grande audience. »

## Catalogue

### Livres
- Dionys Mascolo, De l'amour, 1998.
- Jean-Marc Turine, Retour sur un lieu que je n'ai jamais quitté, 2000.
- Marguerite Duras, La Cuisine de Marguerite (livre interdit[4],[5])
- Marguerite Duras, La Couleur des mots, 2001.
- Jean-Marc Turine, Gesualdo, préface de Sylvie Germain, 2003.
- Frédéric Nietzsche, L'Antéchrist. Anathème contre le christianisme, 2002.
- Dionys Mascolo, Entêtements, 2004.
- Maurizio Ferrara, Septembre est le mois des ouragans, 2004.

### Films
- India Song
- Césarée, Les Mains négatives et les Aurélia Steiner
- Les Enfants
- Détruire, dit-elle
- Agatha et les Lectures illimitées suivi de Duras filme
- Nathalie Granger
- Son nom de Venise dans Calcutta désert
- Le Camion

### CD
- Le Cinéma de l'amant, lecture de L'Amant par Marguerite Duras, 2 CD. Grand Prix de l'Academie Charles Cros 2001.
- L'Après-midi de Monsieur Andesmas, pièce radiophonique.